# Naisten SM-sarja 1988/89
Die Saison 1988/89 war die siebte Austragung der höchsten finnischen Fraueneishockeyliga, der Naisten SM-sarja. Die Ligadurchführung erfolgte durch den finnischen Eishockeybund Suomen Jääkiekkoliitto. Den Meistertitel gewann die Frauenmannschaft von EVU Vantaa, die Ilves Tampere mit 4:3 im Entscheidungsspiel besiegte.

## Modus
Die acht Mannschaften spielten eine Einfachrunde mit Hin- und Rückspiel. Für einen Sieg gab es zwei Punkte, für ein Unentschieden einen. Die Letztplatzierte Mannschaft spielte gegen den Sieger der I-divisioona um den Verbleib in der SM-sarja.

## Tabelle
| Platz | Name          | Spiele | S  | U | N  | Tore   | Punkte |
| ----- | ------------- | ------ | -- | - | -- | ------ | ------ |
| 1.    | Ilves Tampere | 14     | 11 | 3 | 0  | 106:18 | 25     |
| 2.    | EVU Vantaa    | 14     | 12 | 1 | 1  | 79:11  | 25     |
| 3.    | HIFK Helsinki | 14     | 8  | 2 | 4  | 53:33  | 18     |
| 4.    | Ässät         | 14     | 6  | 3 | 5  | 46:41  | 15     |
| 5.    | Shakers       | 14     | 4  | 4 | 6  | 41:44  | 12     |
| 6.    | SaiPa         | 14     | 5  | 0 | 9  | 39:56  | 10     |
| 7.    | Sport         | 14     | 2  | 0 | 12 | 26:129 | 4      |
| 8.    | Ilves-Kiekko  | 14     | 1  | 1 | 12 | 30:88  | 3      |

## Beste Scorerinnen
Quelle: whockey.com; Abkürzungen: Sp = Spiele, T = Tore, V = Assists, Pkt = Punkte, SM = Strafminuten; Fett: Bestwert
| Spieler            | Mannschaft | Sp | T  | V  | Pkt | SM |
| ------------------ | ---------- | -- | -- | -- | --- | -- |
| Liisa Karikoski    | EVU        | 13 | 21 | 12 | 33  | 6  |
| Marianne Ihalainen | Ilves      | 14 | 19 | 11 | 30  | 8  |
| Anne Haanpää       | Ilves      | 14 | 19 | 11 | 30  | 10 |
| Tiina Pihala       | Ässät      | 14 | 16 | 13 | 29  | 8  |
| Tiia Reima         | Ilves      | 14 | 20 | 8  | 28  | 14 |
| Riikka Nieminen    | EVU        | 6  | 19 | 7  | 26  | 2  |
| Kirsi Rasa         | SaiPa      | 14 | 13 | 12 | 25  | 4  |
| Jaana Peltonen     | Ilves      | 14 | 15 | 8  | 23  | 2  |
| Katri Javanainen   | Ässät      | 14 | 11 | 12 | 23  | 24 |
| Arja Kaunola       | HIFK       | 14 | 25 | 7  | 22  | 2  |

## Entscheidungsspiel um die Meisterschaft
|  | Ilves Tampere | 3:4 n. V. (0:0, 3:1, 0:2, 0:0, 0:1) | EVU Vantaa |  |

## Kader des Finnischen Meisters
| Finnischer Meister EVU Vantaa | Tor: Leila Tuomiranta, Soina Polvinen Feld: Liisa Karikoski, Riikka Nieminen, Tuija Kohonen, Kristiina Suninen, Maarit Rautiainen, Kirsi Koskela, Peppi Luomajoki, Marianne Sulen, Soile Ojala, Taru Partio, Terttu Ranta, Mervi Jakonen, Nina Honkanen, Tuula Keronen, Tarja Kujanpää |

## Relegation
- Ilves-Kiekko – Tiikerit 6:7
- Tiikerit – Ilves-Kiekko 1:5
- Ilves-Kiekko – Tiikerit 5:4

Aufgrund des Rückzugs von Vaasan Sport und HIFK Helsinki aus der SM-sarja stieg Tiikerit Hämeenlinna trotz der Niederlage in der Relegation als Nachrücker in die höchste Spielklasse auf.